# Madame Xanadu (revista em quadrinhos)
Madame Xanadu é uma série de revistas em quadrinhos americana publicada pela DC Comics, através de seu selo editorial Vertigo, entre junho de 2008 e novembro de 2010, com 29 edições. Escrita por Matt Wagner e ilustrada por Amy Reeder, a série é protagonizada pela personagem homônima. Segundo a Vertigo Encyclopedia, a série conta "a gótica história de amor entre o Vingador Fantasma e a personagem-título, que uma vez fora Nimue, a amante de Merlin". A trama começa durante a queda de Camelot, e acompanha os encontros entre os dois personagens através da história, até a modernidade. Em 2009, após seu lançamento, foi indicada ao Eisner Award de "Melhor Nova Série".